# 2021 w lotach kosmicznych
Chronologiczna lista startów rakiet nośnych w 2021 roku, których celem było wprowadzenie ładunku na orbitę okołoziemską, w kierunku Księżyca lub na orbitę heliocentryczną.
Kolorem szarym zaznaczone są starty nieudane i częściowe niepowodzenia z powodu awarii rakiety nośnej.
Wszystkie daty podane są według czasu uniwersalnego (UTC).
Flagą oznaczono państwo właściciela rakiety nośnej. Dla rakiet europejskiej spółki Arianespace użyto oznaczenia , a dla rakiet spółek Arianespace / Starsem oznaczenia  . Dla rakiet spółki Rocket Lab startujących z Nowej Zelandii użyto oznaczenia  .
Jako miejsce startu podano nazwę kosmodromu i kompleksu startowego (LC – ang. launch complex)
| Data i godzina startu          | Rakieta nośna          | Miejsce startu                       | Ładunek                                        | Uwagi |
| ------------------------------ | ---------------------- | ------------------------------------ | ---------------------------------------------- | --- |
| 8 stycznia 2021, 02:15         | Falcon 9 Block 5       | Cape Canaveral (SLC-40)              | Türksat 5A                                     | Satelita telekomunikacyjny na orbicie geostacjonarnej.                                                                                      |
| 17 stycznia 2021, 19:39        | LauncherOne            | Mojave (Boeing 747-400 N744VG)       | 12 mikrosatelitów                              | Rakieta wynoszona przez samolot. 12 mikrosatelitów.                                                                                         |
| 19 stycznia 2021, 16:25        | Chang Zheng 3B/G3      | Xichang (LC-2)                       | Tiantong-1 03                                  | Satelita telekomunikacyjny na orbicie geostacjonarnej.                                                                                      |
| 20 stycznia 2021, 07:26        | Electron               | Māhia (LC-1A)                        | GMS-T                                          | Satelita telekomunikacyjny. |
| 20 stycznia 2021, 13:02        | Falcon 9 Block 5       | KSC (LC-39A)                         | Starlink v1.0 L16                              | 60 satelitów telekomunikacyjnych Starlink.                                                                                                  |
| 24 stycznia 2021, 15:00        | Falcon 9 Block 5       | Cape Canaveral (SLC-40)              | 143 satelity                                   | Misja Transporter-1. Wyniesienie na orbitę rekordowej ilości 143 satelitów: 10 satelitów telekomunikacyjnych Starlink i 133 mikrosatelitów. |
| 29 stycznia 2021, 04:47        | Chang Zheng 4C         | Jiuquan (LC43/94)                    | Yaogan 31-02A, B, C                            | Trzy satelity rozpoznania oceanicznego. |
| 1 lutego 2021, 08:15           | Shuang Quxian-1        | Jiuquan (LC-43/95B)                  | 6 satelitów(?)                                 | Awaria pierwszego stopnia rakiety. |
| 2 lutego 2021, 20:45:28        | Sojuz 2.1b             | Plesieck (LC-43/4)                   | Kosmos 2549                                    | Satelita rozpoznania elektronicznego Lotos-S1 No. 805.                                                                                      |
| 4 lutego 2021, 06:19           | Falcon 9 Block 5       | Cape Canaveral (SLC-40)              | Starlink v1.0 L18                              | 60 satelitów telekomunikacyjnych Starlink.                                                                                                  |
| 4 lutego 2021, 15:36:04        | Chang Zheng 3B/G2      | Xichang (LC-3)                       | TJS 6                                          | Satelita rozpoznawczy (wczesnego ostrzegania?) na orbicie geostacjonarnej.                                                                  |
| 15 lutego 2021, 04:45:06       | Sojuz 2.1a             | Bajkonur (LC-31/6)                   | Progress MS-16                                 | Statek transportowy do Międzynarodowej Stacji Kosmicznej.                                                                                   |
| 16 lutego 2021, 03:59:37       | Falcon 9 Block 5       | Cape Canaveral (SLC-40)              | Starlink v1.0 L19                              | 60 satelitów telekomunikacyjnych Starlink. Nieudane lądowanie pierwszego stopnia rakiety.                                                   |
| 20 lutego 2021, 17:36:49       | Antares 230+           | Wallops (LA-0A)                      | Cygnus NG-15, ThinSat 2A, ..., 2I              | Statek transportowy do Międzynarodowej Stacji Kosmicznej i 9 mikrosatelitów.                                                                |
| 24 lutego 2021, 02:22          | Chang Zheng 4C         | Jiuquan (LC43/94)                    | Yaogan 31-03A, B, C                            | Trzy satelity rozpoznania oceanicznego. |
| 28 lutego 2021, 04:54          | PSLV-DL                | Satish Dhawan (SLP)                  | 19 satelitów                                   | Satelita teledetekcyjny Amazônia 1 i 18 mikrosatelitów.                                                                                     |
| 28 lutego 2021, 06:55:01       | Sojuz 2.1b/Fregat      | Bajkonur (LC-31/6)                   | Arktika-M No. 1                                | Satelita meteorologiczny. |
| 4 marca 2021, 08:24:54         | Falcon 9 Block 5       | KSC (LC-39A)                         | Starlink v1.0 L17                              | 60 satelitów telekomunikacyjnych Starlink.                                                                                                  |
| 11 marca 2021, 08:13:29        | Falcon 9 Block 5       | Cape Canaveral (SLC-40)              | Starlink v1.0 L20                              | 60 satelitów telekomunikacyjnych Starlink.                                                                                                  |
| 11 marca 2021, 17:51:28        | Chang Zheng 7A         | Wenchang (LC-201)                    | Shiyan 9                                       | Satelita technologiczny (rozpoznania optycznego?) na geosynchronicznej orbicie transferowej.                                                |
| 13 marca 2021, 02:19           | Chang Zheng 4C         | Jiuquan (LC43/94)                    | Yaogan 31-04A, B, C                            | Trzy satelity rozpoznania oceanicznego. |
| 14 marca 2021, 10:01:26        | Falcon 9 Block 5       | KSC (LC-39A)                         | Starlink v1.0 L21                              | 60 satelitów telekomunikacyjnych Starlink.                                                                                                  |
| 22 marca 2021, 06:07:12        | Sojuz 2.1a/Fregat      | Bajkonur (LC-31/6)                   | 38 satelitów                                   | Satelita teledetekcyjny CAS500 1 i 37 mikrosatelitów.                                                                                       |
| 22 marca 2021, 22:30           | Electron               | Māhia (LC-1A)                        | 7 satelitów                                    | 6 mikrosatelitów i satelita technologiczny Photon Pathstone.                                                                                |
| 24 marca 2021, 08:28:24        | Falcon 9 Block 5       | Cape Canaveral (SLC-40)              | Starlink v1.0 L22                              | 60 satelitów telekomunikacyjnych Starlink.                                                                                                  |
| 25 marca 2021, 02:47:33        | Sojuz-2.1b/Fregat      | Wostocznyj (LC-1S)                   | OneWeb L5                                      | 36 satelitów telekomunikacyjnych OneWeb. |
| 30 marca 2021, 22:45           | Chang Zheng 4C         | Jiuquan (LC43/94)                    | Gaofen 12-02                                   | Satelita teledetekcyjny. |
| 7 kwietnia 2021, 16:34:18      | Falcon 9 Block 5       | Cape Canaveral (SLC-40)              | Starlink v1.0 L23                              | 60 satelitów telekomunikacyjnych Starlink.                                                                                                  |
| 8 kwietnia 2021, 23:01         | Chang Zheng 4B         | Taiyuan (LC-9)                       | Shiyan-6-03                                    | Satelita technologiczny (rozpoznania orbitalnego?).                                                                                         |
| 9 kwietnia 2021, 07:42:41      | Sojuz 2.1a             | Bajkonur (LC-31/6)                   | Sojuz MS-18                                    | Statek załogowy do Międzynarodowej Stacji Kosmicznej.                                                                                       |
| 23 kwietnia 2021, 09:49:02     | Falcon 9 Block 5       | KSC (LC-39A)                         | SpaceX Crew-2                                  | Statek załogowy do Międzynarodowej Stacji Kosmicznej.                                                                                       |
| 25 kwietnia 2021, 22:14:08     | Sojuz-2.1b/Fregat      | Wostocznyj (LC-1S)                   | OneWeb L6                                      | 36 satelitów telekomunikacyjnych OneWeb. |
| 26 kwietnia 2021, 20:47:00     | Delta IV Heavy         | Vandenberg (SLC-6)                   | USA 314 (KH-11 18)                             | Tajny satelita rozpoznania optycznego (misja NROL-82).                                                                                      |
| 27 kwietnia 2021, 03:20        | Chang Zheng 6          | Taiyuan (LC-16)                      | 9 satelitów                                    | 9 satelitów. |
| 29 kwietnia 2021, 01:50:47     | Vega                   | Kourou (ELV)                         | 6 satelitów                                    | Satelita teledetekcyjny Pléiades-Neo 3 i 5 mikrosatelitów.                                                                                  |
| 29 kwietnia 2021, 03:23:15     | Chang Zheng 5B         | Wenchang (LC-101)                    | Tianhe                                         | Moduł bazowy stacji kosmicznej Tiangong. |
| 29 kwietnia 2021, 03:44:30     | Falcon 9 Block 5       | Cape Canaveral (SLC-40)              | Starlink v1.0 L24                              | 60 satelitów telekomunikacyjnych Starlink.                                                                                                  |
| 30 kwietnia 2021, 07:27        | Chang Zheng 4C         | Jiuquan (LC43/94)                    | Yaogan 34                                      | Satelita rozpoznania optycznego. |
| 4 maja 2021, 19:01             | Falcon 9 Block 5       | KSC (LC-39A)                         | Starlink v1.0 L25                              | 60 satelitów telekomunikacyjnych Starlink.                                                                                                  |
| 6 maja 2021, 18:11:04          | Chang Zheng 2C         | Xichang (LC-3)                       | Yaogan 30-08-01, 02, 03, Tianqi 12             | Trzy satelity rozpoznania elektronicznego oraz satelita telekomunikacyjny.                                                                  |
| 9 maja 2021, 06:42:45          | Falcon 9 Block 5       | Cape Canaveral (SLC-40)              | Starlink v1.0 L27                              | 60 satelitów telekomunikacyjnych Starlink.                                                                                                  |
| 15 maja 2021, 11:12:30         | Electron               | Māhia (LC-1A)                        | BlackSky 8, BlackSky 9                         | Awaria drugiego stopnia rakiety nośnej. |
| 15 maja 2021, 22:56            | Falcon 9 Block 5       | KSC (LC-39A)                         | Starlink v1.0 L26, Capella 6, Tyvak-0130       | 52 satelity telekomunikacyjne Starlink, satelita radarowy i mikrosatelita.                                                                  |
| 18 maja 2021, 17:37            | Atlas V 421            | Cape Canaveral (SLC-41)              | SBIRS GEO-5, TDO-3, TDO-4                      | Satelita wczesnego ostrzegania na orbicie geostacjonarnej i dwa mikrosatelity.                                                              |
| 19 maja 2021, 04:03            | Chang Zheng 4B         | Jiuquan (LC43/94)                    | Haiyang-2D                                     | Satelita oceanograficzny. |
| 26 maja 2021, 18:59            | Falcon 9 Block 5       | Cape Canaveral (SLC-40)              | Starlink v1.0 L28                              | 60 satelitów telekomunikacyjnych Starlink.                                                                                                  |
| 28 maja 2021, 17:38:39         | Sojuz-2.1b/Fregat      | Wostocznyj (LC-1S)                   | OneWeb L7                                      | 36 satelitów telekomunikacyjnych OneWeb. |
| 29 maja 2021, 12:55:29         | Chang Zheng 7          | Wenchang (LC-201)                    | Tianzhou 2                                     | Statek transportowy do stacji kosmicznej Tiangong.                                                                                          |
| 2 czerwca 2021, 16:17          | Chang Zheng 3B/G3      | Xichang (LC-2)                       | Fengyun-4B                                     | Satelita meteorologiczny na orbicie geostacjonarnej.                                                                                        |
| 3 czerwca 2021, 17:29:15       | Falcon 9 Block 5       | KSC (LC-39A)                         | SpaceX CRS-22                                  | Statek transportowy do Międzynarodowej Stacji Kosmicznej.                                                                                   |
| 6 czerwca 2021, 04:26          | Falcon 9 Block 5       | Cape Canaveral (SLC-40)              | SXM-8                                          | Satelita telekomunikacyjny na orbicie geostacjonarnej.                                                                                      |
| 11 czerwca 2021, 03:03         | Chang Zheng 2D         | Taiyuan (LC-9)                       | Beijing-3, Tianjian, Yangwang-1, Haisi-2       | Satelita teledetekcyjny Beijing-3 i 3 mikrosatelity.                                                                                        |
| 12 czerwca 2021                | Simorgh?               | Semnan (LP-2)                        | ?                                              | Awaria rakiety nośnej. |
| 13 czerwca 2021, 08:11         | Pegasus XL             | Vandenberg (Lockheed L1011-1 N140SC) | Odyssey                                        | Rakieta wynoszona przez samolot. Satelita wojskowy (misja TacRL-2).                                                                         |
| 15 czerwca 2021, 13:35:00      | Minotaur I             | Wallops (LP-0B)                      | USA 317, 318, 319                              | Trzy tajne satelity (misja NROL-111). |
| 17 czerwca 2021, 01:22:27      | Chang Zheng 2F         | Jiuquan (LC-43/91)                   | Shenzhou 12                                    | Statek załogowy do stacji kosmicznej Tiangong.                                                                                              |
| 17 czerwca 2021, 16:09:35      | Falcon 9 Block 5       | Cape Canaveral (SLC-40)              | GPS-III SV05                                   | Satelita nawigacyjny. |
| 18 czerwca 2021, 06:30         | Chang Zheng 2C         | Xichang (LC-3)                       | Yaogan 30-09-01, 02, 03, Tianqi 14             | Trzy satelity rozpoznania elektronicznego oraz satelita telekomunikacyjny.                                                                  |
| ? 23 czerwca 2021              | Simorgh?               | Semnan (LP-2)                        | ?                                              | Awaria rakiety nośnej? (start niepotwierdzony).                                                                                             |
| 25 czerwca 2021, 19:50:00      | Sojuz 2.1b             | Plesieck (LC-43/4)                   | Kosmos 2550                                    | Satelita morskiego rozpoznania elektronicznego Pion-NKS No. 901.                                                                            |
| 29 czerwca 2021, 23:27:20      | Sojuz 2.1a             | Bajkonur (LC-31/6)                   | Progress MS-17                                 | Statek transportowy do Międzynarodowej Stacji Kosmicznej.                                                                                   |
| 30 czerwca 2021, 14:47         | LauncherOne            | Mojave (Boeing 747-400 N744VG)       | 7 mikrosatelitów                               | Rakieta wynoszona przez samolot. 7 mikrosatelitów.                                                                                          |
| 30 czerwca 2021, 19:31         | Falcon 9 Block 5       | Cape Canaveral (SLC-40)              | 88 satelitów                                   | Misja Transporter-2. Trzy satelity telekomunikacyjne Starlink i mikrosatelity.                                                              |
| 1 lipca 2021, 12:48:33         | Sojuz-2.1b/Fregat      | Wostocznyj (LC-1S)                   | OneWeb L8                                      | 36 satelitów telekomunikacyjnych OneWeb. |
| 3 lipca 2021, 02:51            | Chang Zheng 2D         | Taiyuan (LC-9)                       | 5 satelitów                                    | 5 satelitów teledetekcyjnych. |
| 4 lipca 2021, 23:28            | Chang Zheng 4C         | Jiuquan (SLS-2)                      | Fengyun 3E                                     | Satelita meteorologiczny. |
| 6 lipca 2021, 15:53            | Chang Zheng 3C         | Xichang (LC-2)                       | TianLian 1-05                                  | Satelita telekomunikacyjny na orbicie geostacjonarnej.                                                                                      |
| 9 lipca 2021, 11:59            | Chang Zheng 6          | Taiyuan (LC-16)                      | Zhongzi-02 (01–05)                             | 5 satelitów rozpoznania elektronicznego. |
| 19 lipca 2021, 00:19           | Chang Zheng 2C         | Xichang (LC-3)                       | Yaogan 30-10-01, 02, 03, Tianqi 15             | Trzy satelity rozpoznania elektronicznego oraz satelita telekomunikacyjny.                                                                  |
| 21 lipca 2021, 14:58:25        | Proton-M               | Bajkonur (LC-200/39)                 | MLM-U Nauka                                    | Moduł do Międzynarodowej Stacji Kosmicznej.                                                                                                 |
| 29 lipca 2021, 04:01           | Chang Zheng 2D         | Jiuquan (LC43/94)                    | Tianhui 1-04                                   | Satelita teledetekcyjny. |
| 29 lipca 2021, 06:00           | Electron               | Māhia (LC-1A)                        | Monolith                                       | Mikrosatelita technologiczny. |
| 30 lipca 2021, 21:00           | Ariane 5ECA+           | Kourou (ELA-3)                       | Star One D2, Eutelsat Quantum                  | Dwa satelity telekomunikacyjne na orbicie geostacjonarnej.                                                                                  |
| 3 sierpnia 2021, 07:39:30      | Shuang Quxian-1        | Jiuquan (LC-43/95A)                  | Jilin-1 Mofang-01A, Tianshu                    | Rakieta nie osiągnęła orbity z powodu braku oddzielenia osłony ładunku.                                                                     |
| 4 sierpnia 2021, 11:01         | Chang Zheng 6          | Taiyuan (LC-16)                      | KL-Beta A, KL-Beta B                           | Dwa satelity telekomunikacyjne. |
| 5 sierpnia 2021, 16:30:04      | Chang Zheng 3B/G3      | Xichang (LC-2)                       | Zhongxing-2E                                   | Wojskowy satelita telekomunikacyjny na orbicie geostacjonarnej.                                                                             |
| 10 sierpnia 2021, 22:01:09     | Antares 230+           | Wallops (LA-0A)                      | Cygnus NG-16                                   | Statek transportowy do Międzynarodowej Stacji Kosmicznej.                                                                                   |
| 12 sierpnia 2021, 00:13        | GSLV Mk.2              | Satish Dhawan (SLP)                  | EOS-03                                         | Awaria trzeciego stopnia rakiety. |
| 17 sierpnia 2021, 01:47:06     | Vega                   | Kourou (ELV)                         | 5 satelitów                                    | Satelita teledetekcyjny Pléiades-Neo 4 i 4 mikrosatelity.                                                                                   |
| 18 sierpnia 2021, 22:32        | Chang Zheng 4B         | Taiyuan (LC-9)                       | Tianhui 2-02A, Tianhui 2-02B                   | Dwa satelity teledetekcyjne (radarowe?). |
| 21 sierpnia 2021, 22:13:40     | Sojuz 2.1b/Fregat      | Bajkonur (LC-31/6)                   | OneWeb L9                                      | 34 satelity telekomunikacyjne OneWeb. |
| 24 sierpnia 2021, 11:15        | Chang Zheng 2C/YZ-1S   | Jiuquan (LC43/94)                    | RSW 1, RSW 2, ?                                | Dwa satelity telekomunikacyjne i satelita technologiczny.                                                                                   |
| 24 sierpnia 2021, 15:41        | Chang Zheng 3B/G3      | Xichang (LC-3)                       | TJS 7                                          | Tajny satelita (technologiczny?, wczesnego ostrzegania?) na orbicie geostacjonarnej.                                                        |
| 28 sierpnia 2021, 22:35        | Astra Rocket 3.3       | Kodiak (LP-3B)                       | STP-S27AD1                                     | Awaria silnika pierwszego stopnia rakiety.                                                                                                  |
| 29 sierpnia 2021, 07:14:47     | Falcon 9 Block 5       | KSC (LC-39A)                         | SpaceX CRS-23                                  | Statek transportowy do Międzynarodowej Stacji Kosmicznej.                                                                                   |
| 3 września 2021, 01:59         | Firefly Alpha          | Vandenberg (SLC-2W)                  | 11 ładunków                                    | Pierwszy start nowego typu rakiety nośnej. Awaria pierwszego stopnia.                                                                       |
| 7 września 2021, 03:01         | Chang Zheng 4C         | Taiyuan (LC-9)                       | Gaofen-5-02                                    | Satelita teledetekcyjny. |
| 9 września 2021, 11:50         | Chang Zheng 3B/G2      | Xichang (LC-3)                       | Zhongxing 9B                                   | Satelita telekomunikacyjny na orbicie geostacjonarnej.                                                                                      |
| 9 września 2021, 19:59:47      | Sojuz 2.1w             | Plesieck (LC-43/4)                   | Kosmos 2551                                    | Satelita rozpoznania optycznego Razbieg No. 1.                                                                                              |
| 14 września 2021, 03:55:50     | Falcon 9 Block 5       | Vandenberg (SLC-4E)                  | Starlink v1.5 G2-1                             | 51 satelitów telekomunikacyjnych Starlink.                                                                                                  |
| 14 września 2021, 18:07:19     | Sojuz 2.1b/Fregat      | Bajkonur (LC-31/6)                   | OneWeb L10                                     | 34 satelity telekomunikacyjne OneWeb. |
| 16 września 2021, 00:02:56     | Falcon 9 Block 5       | KSC (LC-39A)                         | Inspiration4                                   | Statek załogowy. |
| 20 września 2021, 07:10:11     | Chang Zheng 7          | Wenchang (LC-201)                    | Tianzhou 3                                     | Statek transportowy do stacji kosmicznej Tiangong.                                                                                          |
| 27 września 2021, 06:19        | Kuaizhou-1A            | Jiuquan                              | Jilin-1 Gaofen-02D                             | Satelita teledetekcyjny. |
| 27 września 2021, 08:20        | Chang Zheng 3B/G2      | Xichang (LC-3)                       | Shiyan 10                                      | Satelita technologiczny (rozpoznawczy?). |
| 27 września 2021, 18:12        | Atlas V 401            | Vandenberg (SLC-3E)                  | Landsat 9, CUTE, CuPID, Cesium M1A, Cesium M1B | Satelita teledetekcyjny i cztery mikrosatelity.                                                                                             |
| 5 października 2021, 08:55:02  | Sojuz 2.1a             | Bajkonur (LC-31/6)                   | Sojuz MS-19                                    | Statek załogowy do Międzynarodowej Stacji Kosmicznej.                                                                                       |
| 14 października 2021, 09:40:10 | Sojuz-2.1b/Fregat      | Wostocznyj (LC-1S)                   | OneWeb L11                                     | 36 satelitów telekomunikacyjnych OneWeb. |
| 14 października 2021, 10:51    | Chang Zheng 2D         | Taiyuan (LC-9)                       | 11 satelitów                                   | Satelita do obserwacji Słońca Xihe (CHASE) i 10 mikrosatelitów.                                                                             |
| 15 października 2021, 16:23:44 | Chang Zheng 2F         | Jiuquan (LC-43/91)                   | Shenzhou 13                                    | Statek załogowy do stacji kosmicznej Tiangong.                                                                                              |
| 16 października 2021, 09:34:00 | Atlas V 401            | Cape Canaveral (SLC-41)              | Lucy                                           | Sonda kosmiczna. |
| 21 października 2021, 08:00    | KSLV-II (Nuri)         | Naro                                 | symulator masy                                 | Pierwszy start nowego typu rakiety nośnej. Przedwczesne wyłączenie trzeciego stopnia. Rakieta nie osiągnęła prędkości orbitalnej.           |
| 24 października 2021, 01:27:03 | Chang Zheng 3B/G2      | Xichang (LC-2)                       | Shijian 21                                     | Satelita technologiczny (rozpoznania orbitalnego?) na orbicie geostacjonarnej.                                                              |
| 24 października 2021, 02:10    | Ariane 5ECA+           | Kourou (ELA-3)                       | SES-17, Syracuse 4A                            | Dwa satelity telekomunikacyjne na orbicie geostacjonarnej.                                                                                  |
| 26 października 2021, 02:19:37 | H-IIA 202              | Tanegashima (YLP-1)                  | QZS-1R                                         | Satelita nawigacyjny. |
| 27 października 2021, 06:19    | Kuaizhou-1A            | Jiuquan                              | Jilin-1 Gaofen-02F                             | Satelita teledetekcyjny. |
| 28 października 2021, 00:00:32 | Sojuz 2.1a             | Bajkonur (LC-31/6)                   | Progress MS-18                                 | Statek transportowy do Międzynarodowej Stacji Kosmicznej.                                                                                   |
| 3 listopada 2021, 07:43        | Chang Zheng 2C/YZ-1S   | Jiuquan (LC43/94)                    | Yaogan 32-02-01,02                             | Dwa satelity rozpoznania elektronicznego.                                                                                                   |
| 5 listopada 2021, 02:19        | Chang Zheng 6          | Taiyuan (LC-16)                      | Guangmu 1 (SDGSAT-1)                           | Satelita teledetekcyjny. |
| 6 listopada 2021, 03:00        | Chang Zheng 2D         | Xichang (LC-3)                       | Yaogan-35 A, B, C                              | Trzy satelity rozpoznawcze (dwa optyczne i radarowy?).                                                                                      |
| 9 listopada 2021, 00:55:16     | Epsilon                | Uchinoura (LP-M)                     | 9 satelitów                                    | Satelita technologiczny RAISE-2 i 8 mikrosatelitów .                                                                                        |
| 11 listopada 2021, 02:03:31    | Falcon 9 Block 5       | KSC (LC-39A)                         | SpaceX Crew-3                                  | Statek załogowy do Międzynarodowej Stacji Kosmicznej.                                                                                       |
| 13 listopada 2021, 12:19:30    | Falcon 9 Block 5       | Cape Canaveral (SLC-40)              | Starlink v1.5 4-1                              | 53 satelity telekomunikacyjne Starlink. |
| 16 listopada 2021, 09:27       | Vega                   | Kourou (ELV)                         | CERES 1, 2, 3                                  | Trzy satelity rozpoznania elektronicznego.                                                                                                  |
| 18 listopada 2021, 01:38:13    | Electron               | Māhia (LC-1A)                        | BlackSky 10, 11                                | Dwa satelity teledetekcyjne. |
| 20 listopada 2021, 01:51       | Chang Zheng 4B         | Taiyuan (LC-9)                       | Gaofen 11-03                                   | Satelita teledetekcyjny. |
| 20 listopada 2021, 06:16:00    | Astra Rocket 3.3       | Kodiak (LP-3B)                       | STP-S27AD2                                     | Pierwszy udany start nowego typu rakiety z nieoddzielanym ładunkiem pomiarowym.                                                             |
| 22 listopada 2021, 23:45       | Chang Zheng 4C         | Jiuquan (SLS-2)                      | Gaofen 3-02                                    | Satelita radarowy. |
| 24 listopada 2021, 06:21:02    | Falcon 9 Block 5       | Vandenberg (SLC-4E)                  | DART, LICIACube                                | Sonda kosmiczna. |
| 24 listopada 2021, 13:06:35    | Sojuz 2.1b             | Bajkonur (LC-31/6)                   | Priczał / Progress M-UM                        | Moduł cumowniczy dla Międzynarodowej Stacji Kosmicznej.                                                                                     |
| 24 listopada 2021, 23:41       | Kuaizhou-1A            | Jiuquan (LP-43/95B)                  | Shiyan 11                                      | Satelita technologiczny (teledetekcyjny).                                                                                                   |
| 25 listopada 2021, 01:09:13    | Sojuz 2.1b/Fregat      | Plesieck (LC-43/4)                   | Kosmos 2552                                    | Satelita wczesnego ostrzegania JKS No.5 (Tundra No.5).                                                                                      |
| 26 listopada 2021, 16:40:04    | Chang Zheng 3B/G3      | Xichang (LC-2)                       | Zhongxing-1D                                   | Wojskowy satelita telekomunikacyjny na orbicie geostacjonarnej.                                                                             |
| 2 grudnia 2021, 23:12:00       | Falcon 9 Block 5       | Cape Canaveral (SLC-40)              | Starlink v1.5 4-3, BlackSky 12,13              | 48 satelitów telekomunikacyjnych Starlink i dwa satelity teledetekcyjne.                                                                    |
| 5 grudnia 2021, 00:19:20       | Sojuz-ST-B/Fregat-MT   | Kourou (ELS)                         | GalileoSat 27, 28                              | Dwa satelity nawigacyjne systemu Galileo.                                                                                                   |
| 7 grudnia 2021, 04:12          | Gushenxing-1 (Ceres-1) | Jiuquan (LC-43/95A)                  | 5 satelitów                                    | 5 mikrosatelitów. |
| 7 grudnia 2021, 10:19:00       | Atlas V 551            | Cape Canaveral (SLC-41)              | STPSat-6, LDPE-1                               | Dwa satelity technologiczne na orbicie geostacjonarnej.                                                                                     |
| 8 grudnia 2021, 07:38:15       | Sojuz 2.1a             | Bajkonur (LC-31/6)                   | Sojuz MS-20                                    | Statek załogowy do Międzynarodowej Stacji Kosmicznej.                                                                                       |
| 9 grudnia 2021, 00:02:07       | Electron               | Māhia (LC-1A)                        | BlackSky 14, 15                                | Dwa satelity teledetekcyjne. |
| 9 grudnia 2021, 06:00          | Falcon 9 Block 5       | KSC (LC-39A)                         | IXPE                                           | Satelita astronomiczny. |
| 10 grudnia 2021, 00:11         | Chang Zheng 4B         | Jiuquan (SLS-2)                      | Shijian 6-05A, 05B                             | Dwa satelity rozpoznania elektronicznego.                                                                                                   |
| 13 grudnia 2021, 12:07:00      | Proton-M/Briz-M        | Bajkonur (LC-200/39)                 | Ekspress-AMU 3, Ekspress-AMU 7                 | Dwa satelity telekomunikacyjne na orbicie geostacjonarnej.                                                                                  |
| 13 grudnia 2021, 16:09         | Chang Zheng 3B/G3      | Xichang (LC-2)                       | Tianlian 2B                                    | Satelita przekaźnikowy dla innych satelitów na orbicie geostacjonarnej.                                                                     |
| 15 grudnia 2021, 02:00         | Kuaizhou-1A            | Jiuquan (LP-43/95B)                  | GeeSat 1A, 1B                                  | Awaria rakiety nośnej (trzeciego stopnia?).                                                                                                 |
| 18 grudnia 2021, 12:41:40      | Falcon 9 Block 5       | Vandenberg (SLC-4E)                  | Starlink v1.5 4-4                              | 52 satelity telekomunikacyjne Starlink. |
| 19 grudnia 2021, 03:58:39      | Falcon 9 Block 5       | Cape Canaveral (SLC-40)              | Türksat 5B                                     | Satelita telekomunikacyjny na orbicie geostacjonarnej.                                                                                      |
| 21 grudnia 2021, 10:07:08      | Falcon 9 Block 5       | KSC (LC-39A)                         | SpaceX CRS-24                                  | Statek transportowy do Międzynarodowej Stacji Kosmicznej.                                                                                   |
| 22 grudnia 2021, 15:32:00      | H-IIA 204              | Tanegashima (YLP-1)                  | Inmarsat-6 F1                                  | Satelita telekomunikacyjny na orbicie geostacjonarnej.                                                                                      |
| 23 grudnia 2021, 10:12         | Chang Zheng 7A         | Wenchang (LC-201)                    | Shiyan 12-01, Shiyan 12-02                     | Dwa satelity technologiczne (rozpoznania optycznego?) na orbicie geostacjonarnej.                                                           |
| 25 grudnia 2021, 12:20:07      | Ariane 5ECA+           | Kourou (ELA-3)                       | James Webb Space Telescope                     | Teleskop kosmiczny na orbicie wokół punktu L2 układu Ziemia–Słońce.                                                                         |
| 26 grudnia 2021, 03:11:31      | Chang Zheng 4C         | Taiyuan (LC-9)                       | Ziyuan-1 02E, XW-3 (CAS-9)                     | Satelita teledetekcyjny i mikrosatelita. |
| 27 grudnia 2021, 13:10:37      | Sojuz 2.1b/Fregat      | Bajkonur (LC-31/6)                   | OneWeb L12                                     | 36 satelitów telekomunikacyjnych OneWeb. |
| 27 grudnia 2021, 19:00:00      | Angara-A5/Persej       | Plesieck (LC-35/1)                   | symulator masy (IPN-1)                         | Próbny start rakiety nośnej. Awaria górnego stopnia Persej, który wraz z symulatorem masy pozostał na niskiej orbicie wokółziemskiej.       |
| 29 grudnia 2021, 11:13         | Chang Zheng 2D         | Jiuquan (LC43/94)                    | Tianhui 4                                      | Satelita teledetekcyjny. |
| 29 grudnia 2021, 16:43:03      | Chang Zheng 3B/G3      | Xichang (LC-2)                       | TJS 9                                          | Satelita technologiczny (zwiadu elektronicznego?) na orbicie geostacjonarnej.                                                               |
| 30 grudnia 2021, 03:30         | Simorgh                | Semnan (LP-2)                        | ?                                              | Rakieta nie osiągnęła prędkości orbitalnej.                                                                                                 |

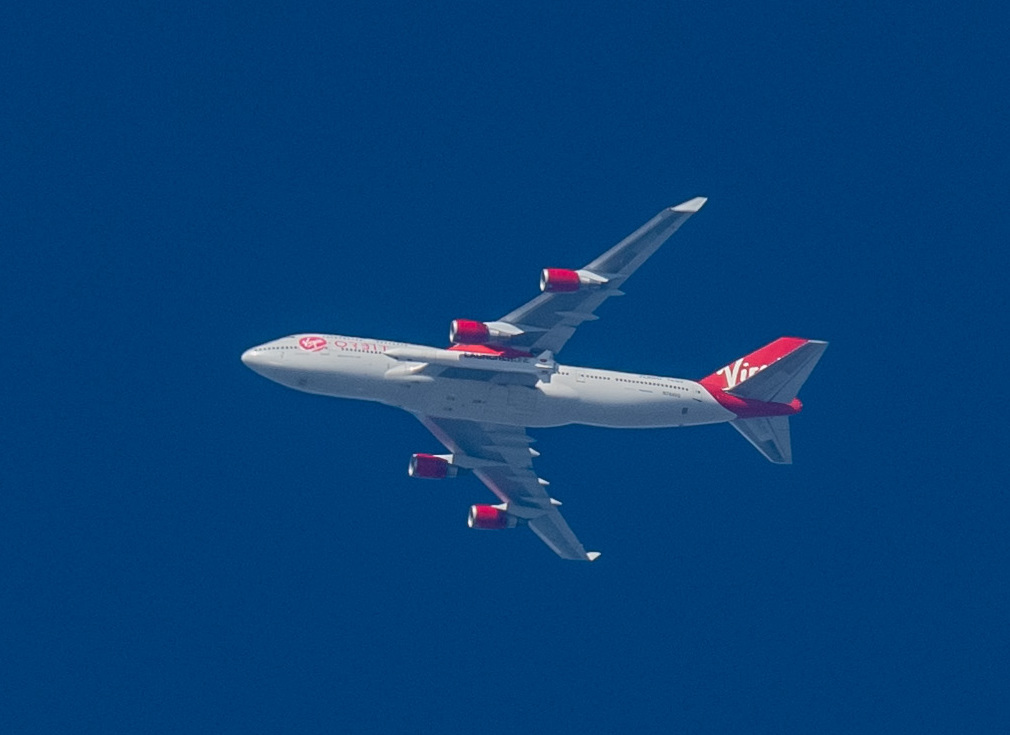
LauncherOne pod skrzydłem samolotu-nosiciela
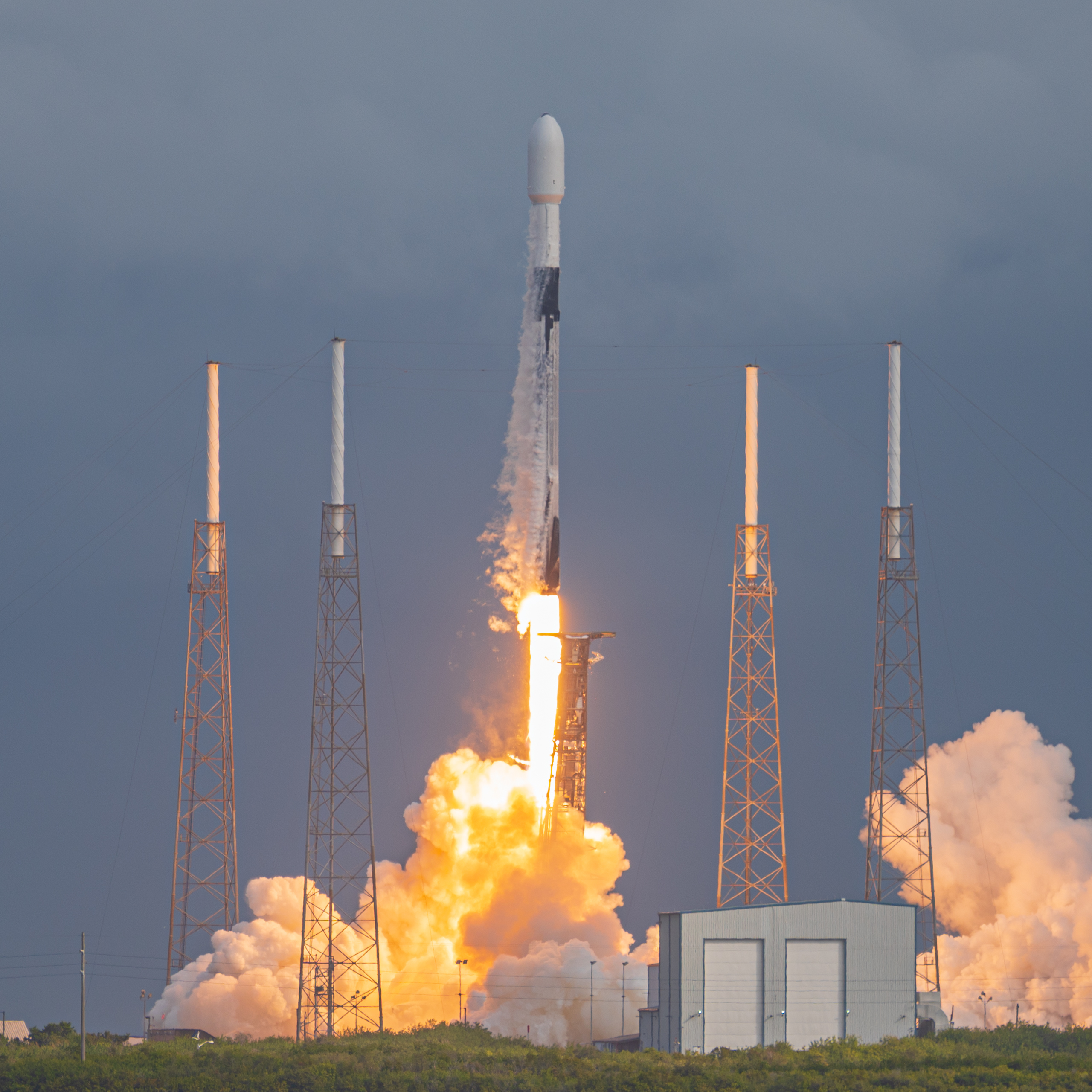
Falcon 9 z misją Transporter-1
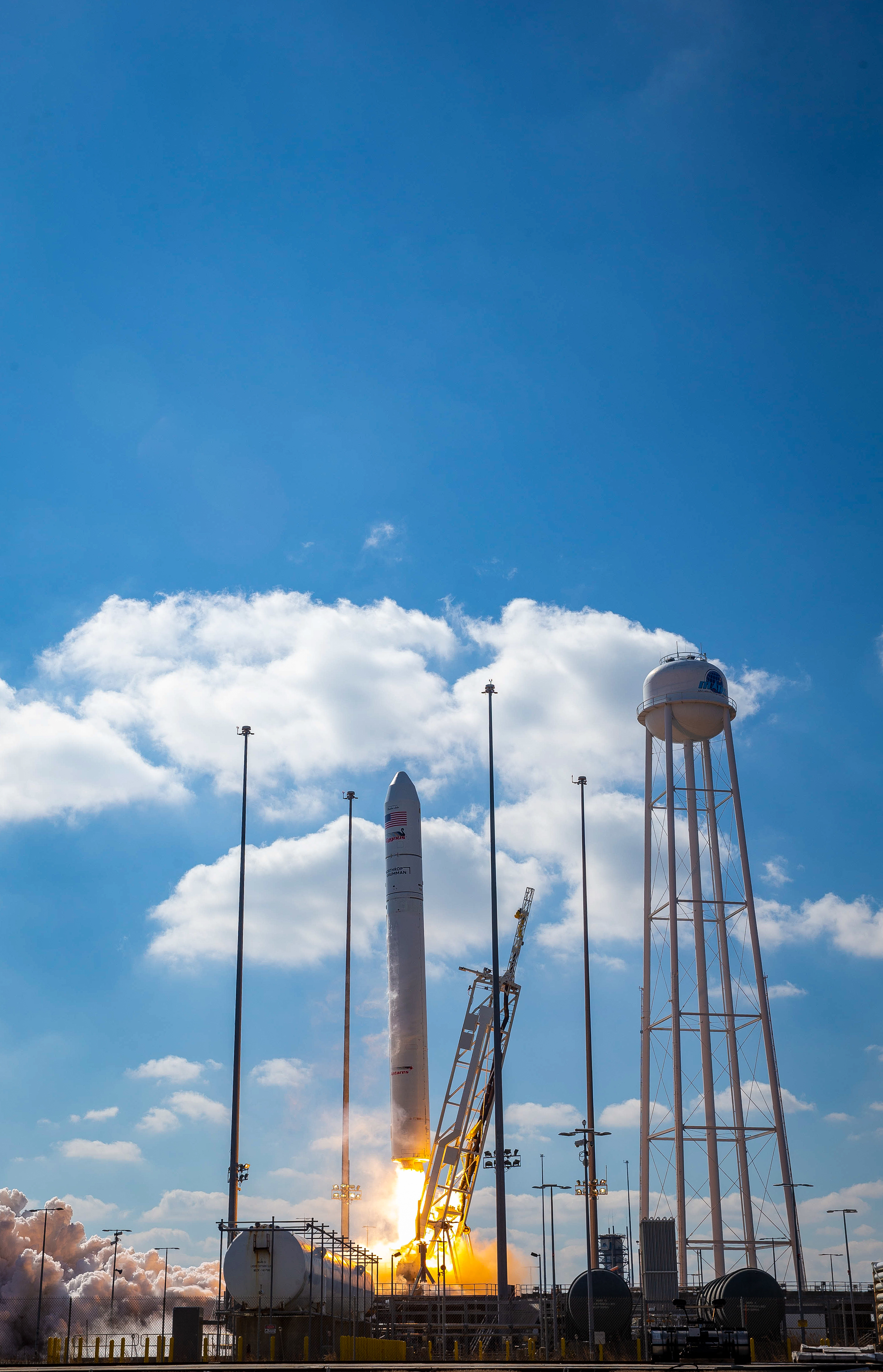
Antares 230+ ze statkiem Cygnus NG-15